# Mansariella lacustris
Mansariella lacustris is een hydroïdpoliep uit de familie Olindiasidae. De poliep komt uit het geslacht Mansariella. Mansariella lacustris werd in 1976 voor het eerst wetenschappelijk beschreven door Malhotra, Duda & Jyoti. 